# Morrera de Pas de Savina
El Morral del Pas de Soler és una muntanya de 1.192,7 metres que es troba a l'antic municipi de Sapeira, de l'Alta Ribagorça, ara del terme de Tremp, a la comarca del Pallars Jussà.
És al sud-oest del Morral del Pas de Soler, a l'est-sud-est del Morral de Penafel i al sud-est del cim d'Espills.
La Morrera del Pas de Savina queda encaixada entre el barranc del Bosc, al sud, el barranc de les Corts, a llevant, i el barranc de Bitginoes, a ponent.